# Ministerstwo Rozwoju
Ministerstwo Rozwoju (MR) – polskie ministerstwo obsługujące ministra właściwego do spraw działów administracji rządowej gospodarka i rozwój regionalny (od 16 listopada 2015 r. do 8 stycznia 2018 r.) oraz ministra właściwego do spraw działów administracji rządowej budownictwo, planowanie i zagospodarowanie przestrzenne oraz mieszkalnictwo, gospodarka i turystyka (od 15 listopada 2019 r.).
Ministerstwo zostało utworzone 16 listopada 2015 r. w drodze przekształcenia Ministerstwa Infrastruktury i Rozwoju i likwidacji, wraz z przejęciem kompetencji Ministerstwa Gospodarki. Struktura organizacyjna ministerstwa (departamenty i biura) została określona w statucie z 28 stycznia 2016.
Podczas rekonstrukcji rządu Mateusza Morawieckiego w styczniu 2018 dotychczasowy sekretarz stanu w MR Jerzy Kwieciński powołany został na szefa nowego resortu – Ministerstwa Inwestycji i Rozwoju, a także zostało utworzone Ministerstwo Przedsiębiorczości i Technologii, na czele którego stanęła dotychczasowa podsekretarz stanu w MR Jadwiga Emilewicz.
Ministerstwo Rozwoju zostało zlikwidowane 9 stycznia 2018 r.
Ministerstwo Rozwoju zostało ponownie utworzone 15 listopada 2019 r. w drodze przekształcenia dotychczasowego Ministerstwa Przedsiębiorczości i Technologii oraz włączenia komórek organizacyjnych:
1) dotychczasowego Ministerstwa Inwestycji i Rozwoju obsługujących sprawy działu budownictwo, planowanie i zagospodarowanie przestrzenne oraz mieszkalnictwo;
2) dotychczasowego Ministerstwa Sportu i Turystyki obsługujących sprawy działu turystyka.
Ministerstwo ma siedzibę w budynku Państwowej Komisji Planowania Gospodarczego przy placu Trzech Krzyży 3/5.
7 października 2020 r. zostało przekształcone w Ministerstwo Rozwoju, Pracy i Technologii.

## Kierownictwo[6]
- Andrzej Gut-Mostowy (Porozumienie) – sekretarz stanu oraz pełnomocnik Prezesa Rady Ministrów ds. promocji polskiej marki od 8 stycznia 2020
- Marek Niedużak – podsekretarz stanu od listopada 2019
- Krzysztof Mazur – podsekretarz stanu od 5 grudnia 2019
- Robert Krzysztof Nowicki (Porozumienie) – podsekretarz stanu od 5 grudnia 2019
- Olga Semeniuk-Patkowska (PiS) – podsekretarz stanu od 2 stycznia 2020[7]
- Marek Redźko – dyrektor generalny

## Struktura organizacyjna
- Departament Analiz Gospodarczych
- Departament Architektury, Budownictwa i Geodezji
- Departament Bezpieczeństwa i Obsługi Administracyjnej
- Departament Budżetu i Finansów
- Departament Doskonalenia Regulacji Gospodarczych
- Departament Gospodarki Elektronicznej
- Departament Gospodarki Nieruchomościami
- Departament Gospodarki Niskoemisyjnej
- Departament Handlu i Współpracy Międzynarodowej
- Departament Innowacji
- Departament Jednostek Nadzorowanych i Podległych
- Departament Komunikacji
- Departament Kontroli i Audytu
- Departament Lokalizacji Inwestycji
- Departament Małych i Średnich Przedsiębiorstw
- Departament Mieszkalnictwa
- Departament Obrotu Towarami Wrażliwymi i Bezpieczeństwa Technicznego
- Departament Orzecznictwa
- Departament Planowania Przestrzennego
- Departament Prawny
- Departament Rozwoju Inwestycji
- Departament Spraw Europejskich
- Departament Turystyki
- Biuro Dyrektora Generalnego
- Biuro Ministra

## Lista ministrów
- Mateusz Morawiecki (Prawo i Sprawiedliwość) - od 16 listopada 2015 do 10 stycznia 2018
- Jadwiga Emilewicz (Porozumienie) - od 15 listopada 2019 do 6 października 2020